# Mikhaïl Loukonine
Mikhaïl Kouzmitch Loukonine (en russe : Михаил Кузьмич Луконин) est un poète soviétique né le 29 octobre 1918 à Astrakhan, dans l'Empire russe, et mort le 4 août 1976.

## Biographie
Son père, Kouzma Loukonine employé à la poste à Astrakhan, mourut du typhus alors qu'il n'avait que deux ans et demi. Fils cadet de la famille, sa mère l'amena chez ses grands-parents maternels qui habitaient dans une ferme à Bykov près de Tsaritsyne, où il grandit.
En 1930, la famille s'installa à Stalingrad, où Mikhaïl fit ses études secondaires dans l'école de l'usine de tracteurs où il travailla à partir de 1931 en tant qu'installateur. Simultanément, il écrivit des poèmes qui furent publiés dans le journal de l'usine Donne nous un tracteur, fit partie d'une équipe de football et travailla pour deux journaux Le vrai Stalingrad et Le jeune léniniste, dont il devint le directeur littéraire à 17 ans seulement.
Incité par un institut pédagogique de Stalingrad d'où il sortit diplômé, il s'inscrivit en 1937 à l'Institut de littérature Maxime-Gorki de Moscou, ville où il commençait à être connu. Il partit avec un ami très proche, Nicolas, qui lui avait promis de devenir un bon poète mais cela n'arriva pas car ce compagnon se mit à boire. Engagés comme volontaires tous les deux lors de la guerre sovieto-finlandaise ou Guerre d'Hiver, Mikhaïl Loukonine fut incorporé dans un bataillon de skieurs, mais le 4 mars 1940 son ami Nicolas fut tué. À son retour, il reprit ses études et cinq de ses poèmes furent publiés dans le mensuel Znamia.
En 1941, les troupes allemandes envahirent l'Union soviétique : la quasi-totalité des étudiants ayant signé une déclaration qui signifiait leur engagement volontaire dans l'armée, il quitta l'institut Gorki et son épouse qui était enceinte, et fut incorporé comme correspondant de guerre pour un journal militaire. Il se retrouva au front dans les régions d'Orel, de Briansk, parfois derrière les lignes ennemies et se fit un nouvel ami, l'écrivain Sergueï Narovtchatov. Le 8 janvier 1942, son fils naquit mais la même année sa mère fut tuée à Stalingrad lors des bombardements. Il ne put retrouver sa tombe pas plus que celle de son père.
En avril 1958, eut lieu à Oufa, au 106 de la rue Pouchkine, dans le grand hall de l'ancien bâtiment du conseil des ministres de Bachkirie, une réunion plénière du comité d'organisation de l'Union des écrivains de la RSFSR qui portait sur le développement de la littérature bachkire. En plus des louanges d'usage, dans ces circonstances adressées à Maksoud Syoundyoukle (ru) (1904-1981), il devint le tuteur du jeune poète Ramil Khakimov (ru) (1932-1999).
Par la suite, en 1971, il devint secrétaire du conseil de l'Union des écrivains d'URSS et fut décoré de l'ordre de Lénine, de l'Ordre du Drapeau rouge du Travail et fut médaillé à plusieurs reprises.
Mort à Moscou, il est inhumé au cimetière de Novodevitchi.

## Œuvres
- 1944 : Je viendrai à toi, poème traduit en français par André Liberati
- 1947 : Battements de cœur, son premier recueil
- 1948 : Journée de travail, poème qui obtint le Prix d'État de l'URSS en 1949
- 1950 : Chemin vers la paix, cycle
- 1959 : Déclaration d'amour, roman en vers
- 1962 : Poème du retour
- 1963 : Poésie du camarade
- 1968 : Frontière brûlée
- 1969 : Nécessité, recueil de vers et de poèmes, Prix d'État de l'URSS en 1973

## Récompenses et distinctions
- Médaille pour la victoire sur l'Allemagne
- Médaille pour la Défense de Moscou : 1944
- Ordre du Drapeau rouge du Travail : 1967
- Ordre de Lénine : 1948
- prix d'État de l'URSS : 1973, pour le recueil de poèmes La Nécessité (Необходимость, 1969)
- prix Staline : 1948, pour le poème Jour de travail (Рабочий день, 1948)